# Göbelnrod
Göbelnrod est un district de la municipalité de Grünberg située dans l'arrondissement de Giessen et dans le land de la Hesse.

## Géographie
Göbelnrod se trouve à 2 km à l'ouest du Grünberg et 20 km à l'est de Giessen.

## Curiosités
- Wirberg, un ancien monastère à l'ouest du village

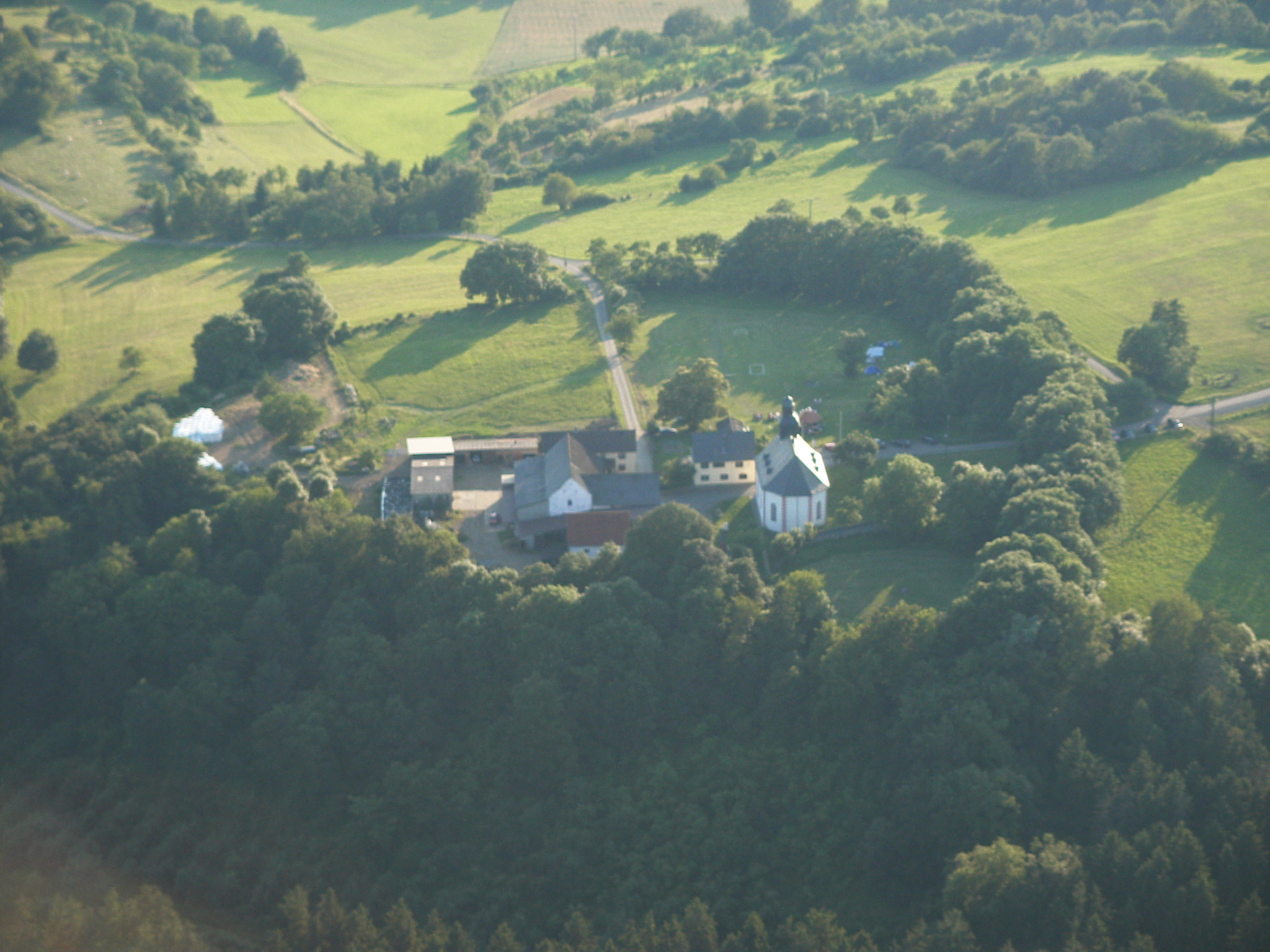
Photo aérienne de Wirberg près Göbelnrod, juin 2002
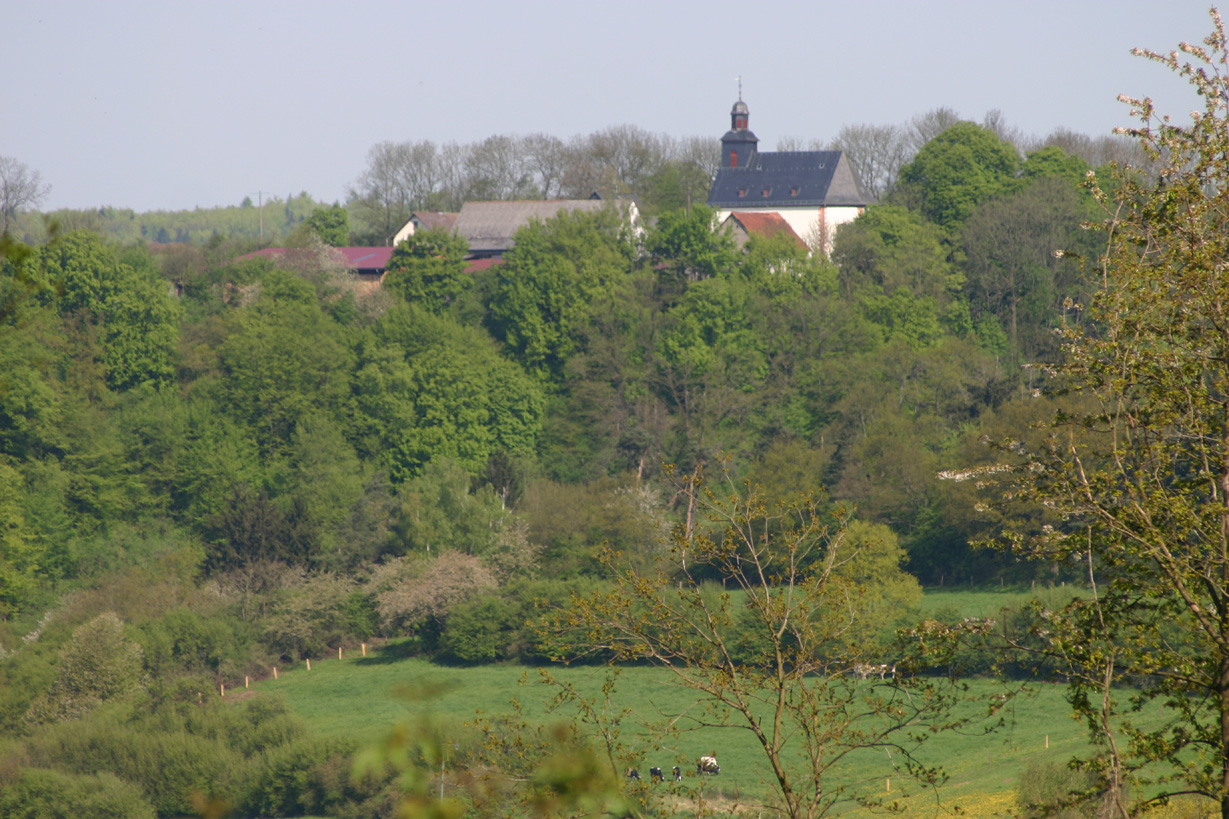
Wirberg près Göbelnrod, mai 2008

## Histoire
Le village a été d'abord mentionné le 5 décembre 1310.
Dans les documents du siècle 14e-17e du nom apparaît dans différentes orthographes:
Gebelenrade (1310), Gebelinrode, Gebillinroda, Gebillinrode (tous 1320), Gebilnrode (1457), Gebelnraide, Gebeinrade (tous 1480), Gobelnrade (1484), Gabelnrade (env. 1487), Gebelnrode (1495), Gobelnrode (1499), Gobelnroidt (1518), Gibbelnrode (1527), Göbelnroda (1629)

## Population
| Année | Habitants       |
| ----- | --------------- |
| 1804  | 242             |
| 1830  | évangélique 270 |
| 1834  | 278             |
| 1840  | 257             |
| 1885  | 204             |
| 1905  | 247             |
| 1925  | 287             |
| 1938  | env. 300        |
| 1939  | 327             |

| Année | Habitants |
| ----- | --------- |
| 1950  | 526       |
| 1961  | 504       |
| 1969  | 508       |
| 1999  | 647       |
| 2005  | 724       |
| 2007  | 679       |
| 2008  | 678       |
| 2009  | 679       |
| 2010  | 668       |

## Galerie

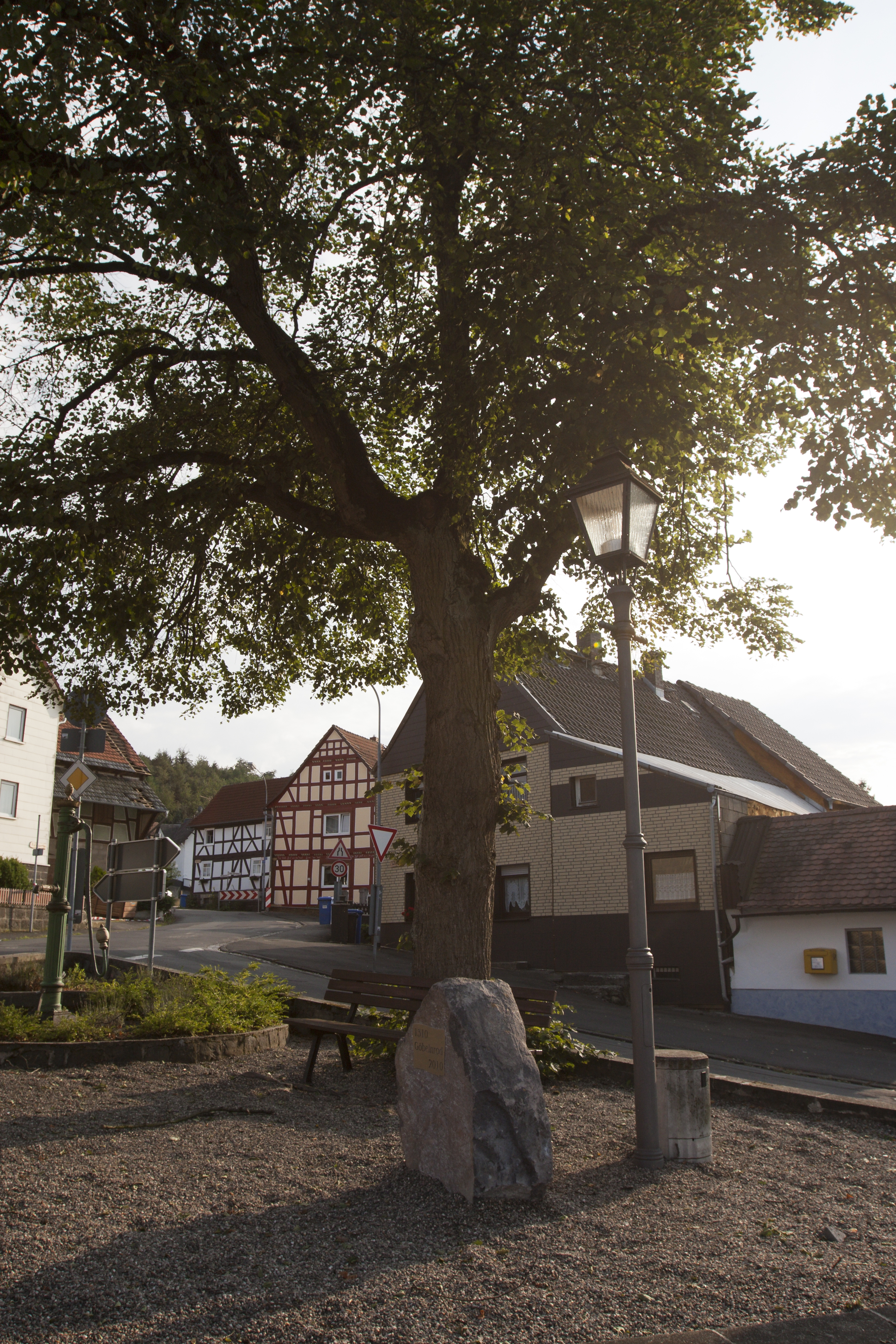
Place du village avec mémorial de pierre dans Göbelnrod, août 2011
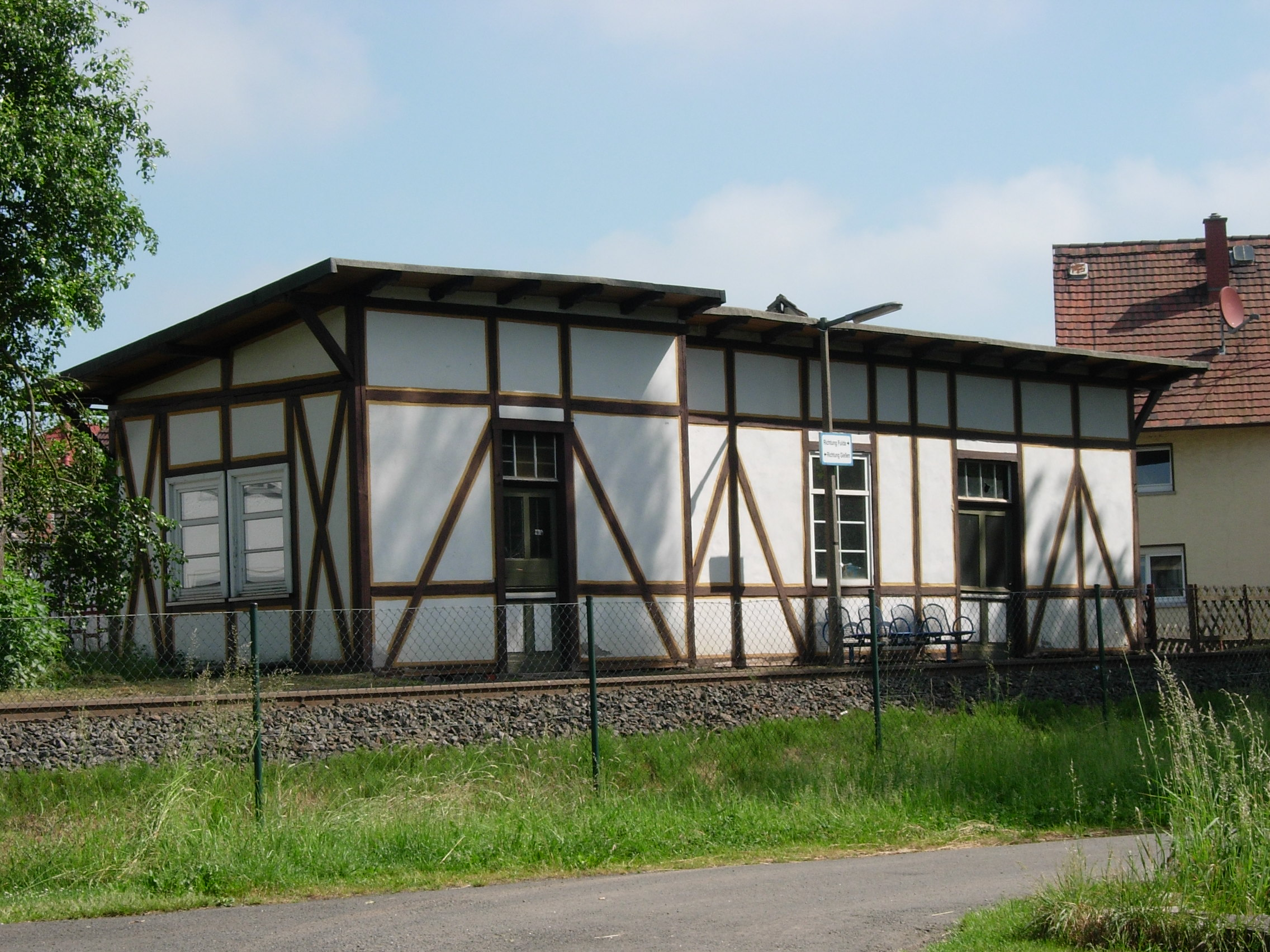
Station de Göbelnrod, juin 2008
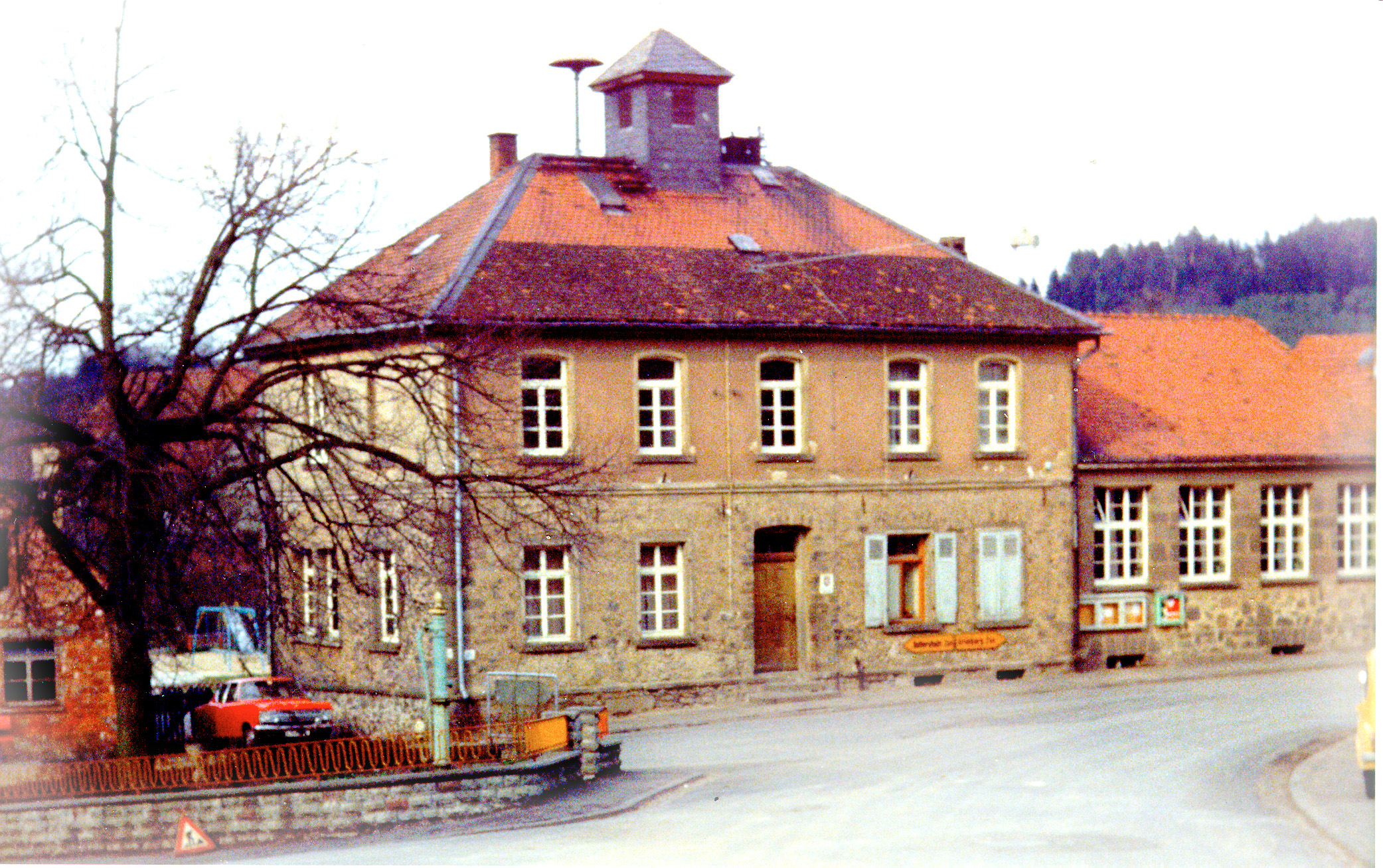
École de Göbelnrod, 1972

## Association
- Carneval-Verein Göbelnrod 1973 e.V.
- Eintracht Fan-Club "Adlerkralle" Göbelnrod 1992
- Evangelische Frauenhilfe Göbelnrod, établie 1932
- Freiwillige Feuerwehr Göbelnrod e.V., établie 1952
- Gesangverein "Eintracht" Göbelnrod, établie 1903
- Obst- und Gartenbauverein Göbelnrod, établie 1936
- Sportverein 1927 Göbelnrod e.V.
- Tischtennisclub 1982 Göbelnrod